# Ba-ta-clan
|  | Aquest article tracta sobre l'opereta. Vegeu-ne altres significats a «Bataclan». |

Ba-ta-clan és una chinoiserie musicale o opereta en un acte amb música de Jacques Offenbach i llibret en francès de Ludovic Halévy. Es va estrenar el 29 de desembre de 1855 a París, en el Théâtre des Bouffes-Parisiens, Salle Choiseul. L'opereta combina números de conjunt i diàleg parlat.
Ba-ta-clan va ser el primer gran èxit d'Offenbach. L'enginyosa peça ho satiritzava tot, des de la política contemporània fins a les convencions de la Grand opéra. Es va reposar freqüentment a París, Londres i Nova York durant dècades, i Offenbach al final la va estendre fins a una peça de llarga durada amb un repartiment d'onze cantants. Les primeres operetes d'Offenbach eren obres a petita escala d'un sol acte, ja que la llei a França limitava les obres de teatre musical (diferents a la grand opéra) a peces d'un sol acte amb no més de tres cantants i, potser, alguns personatges muts. El 1858, aquesta llei es va canviar, i Offenbach va ser capaç d'oferir obres de llarga durada, començant per Orphée aux enfers. Aquesta obra rares vegades es representa en l'actualitat; en les estadístiques d'Operabase apareix amb només 6 representacions en el període 2005-2010.

## Personatges
| Personatge         | Tessitura | Repartiment de l'estrena, 29 de desembre de 1855 (Director: Jacques Offenbach) |
| ------------------ | --------- | ------------------------------------------------------------------------------ |
| Fé-an-nich-ton     | soprano   | Dalmont                                                                        |
| Ké-ki-ca-ko        | tenor     | Jean-François Berthelier                                                       |
| Ko-ko-ri-ko        | baríton   | Guyot                                                                          |
| Fé-ni-han          | tenor     | Pradeau                                                                        |
| Primer conspirador | tenor     |                                                                                |
| Segon conspirador  | tenor     |                                                                                |

## Argument
Dos expatriats francesos en "Che-i-noor", un llunyà regne de parla xinesa, es veuen implicats en una trama per enderrocar al rei. Després d'un seguit de dificultats de comunicació, una mica de ball i cant revolucionari, i una mica de conjugació, tot acaba feliçment.

## Cultura popular
L'obra va inspirar el nom del teatre Bataclan de París i, de rebot, el Bataclan de Barcelona.